# El pescador de coplas
El pescador de coplas es una comedia musical española de 1954, la película esta dirigida por Antonio del Amo y protagonizada Marujita Díaz, Tony Leblanc y Antonio Molina.

## Resumen
En las marismas de San Fernando (Cádiz) vive María del Mar (Marujita Díaz) y su animoso hermano, ambos huérfanos y con talento para el canto y el baile, quienes entre pesca y pesca se dedican a cantar y a buscar el amor.
Esta no fue la primera película de las muchas protagonizadas por el cantante Antonio Molina, que se convirtió en uno de los artistas más cotizados de la época, en ella canta entre otras Yo quiero ser matador, María de los Remedios, Mar Blanca, Pescador de coplas y Adiós a España.

## Reparto
- Marujita Díaz es María del Mar.
- Tony Leblanc es Rafa.
- Antonio Molina es Juan Ramón.
- Manuel Monroy es Miguel.
- Vicente Parra es Pretendiente de María del Mar.
- Manuel Zarzo es Mauriño.
- Luis Moscatelli es Gandul.
- Salvador Soler Marí es Don Javier.
- Luis Pérez de León es Negociante de barcas.
- Aníbal Vela es Don José.
- Manuel Arbó es Almirante.
- José Franco es Director de escena.
- José Prada es Don Paco.
- Laura Valenzuela es Secretaria de Don Javier.
- Manuel Guitián es Supervisor pesca.